# 危城
《危城》（英語：Call of Heroes）是博纳影业、寰宇娱乐、爱奇艺影业、太阳娱乐文化等公司联合出品、由陈木胜执导的一部清末民初武侠片，洪金宝任动作指导，由刘青云、古天乐、彭于晏、袁泉及江疏影领衔主演；吴京特别演出。中国于2016年8月12日上映；香港则2016年8月18日上映。

## 剧情
民國初年，一個叫普城的偏遠城鎮裡，時值中國內戰、軍閥割據亂世時代，普城的治安由普城保衛團暫管，普城保衛團團長楊克難（劉青雲飾）由於軍閥少帥曹少璘（古天樂飾）無端殺害三條人命，於是將曹少帥繩之於法，可是曹軍財雄勢大，以強權與暴力欺壓居民，曹軍上校張亦（吳京飾）得悉事件後，趕來普城取人，遇上多年不見師弟馬鋒（彭于晏飾），馬鋒是位武功高強的浪人，路見不平欲拔刀相助，於是馬鋒與張亦被迫在正義與兄弟之間選擇中展開了一場激戰。

## 角色
| 演員                             | 角色   | 備註 |
| 刘青云                           | 杨克难 | 普城保卫团团长 周素素之夫 杨襄之父 曹氏军阀之死敵 |
| 古天乐                           | 曹少璘 | 本片大反派 即将接管普城的军阀曹瑛之子 普城保卫团、周素素、马锋之天敌 入普城後隨意殺害李铁牛、白玲、大元，後被楊克難逮捕、繩之以法 出狱后用鸡腿骨突然捅死刘诚，屠杀当地乡绅及眾多無辜民眾 最后被普城的百姓報復围殺致死 |
| 彭于晏 粵語配音：譚俊彥          | 马锋   | 大胡子浪人，押镖镖师 张亦之师弟兼宿敌 曹少璘之死敌 |
| 袁泉 粵語配音：陳敏兒            | 周素素 | 杨克难之妻 楊襄之母 |
| 江疏影                           | 白玲   | 石头城学堂老师 李铁牛表妹 求马锋送其学生去省城 在曹少璘入普城后被其枪杀 |
| 吴京 （特别演出） 粵語配音：陳欣 | 张亦   | 大军阀曹军上校 曹瑛之下属 曹少璘之下属，被其瞧不起 马锋师兄兼宿敌，在酒窖为救其而死 |
| 廖启智                           | 廖甲长 | 普城保卫团成员，与杨克难共事三十年 被王威虎杀害 |
| 姜皓文                           | 李铁牛 | 在普城开设面馆 白玲之表兄 在曹少璘入普城后被其枪杀 |
| 吴廷烨                           | 沈     | 曹少璘、张亦之下属 在普城保卫团总部劫狱不遂并杀害言晓光 于结尾被普城的百姓围殴 |
| 洪天照                           | 张武   | 普城保卫团成员。 |
| 马志威                           | 許顺   | 许林之弟 普城保卫团成员 |
| 释延能                           | 王威虎 | 刘诚聘用的护院 杨克难之死敌 在桥上杀害廖甲长 被杨克难用鞭勒死 |
| 洪金宝 (特別客串)                | 曹瑛   | 南方军阀将军。 |
| 孙蛟龙 粵語配音：馮瀚輝          | 雷悅   | 曹少璘、张亦之下属 在普城保卫团总部劫狱不遂并杀害言晓光 后被杨克难杀害 |
| 张竣杰                           | 言曉光 | 普城保卫团团员 在普城保卫团总部被沈、雷悦杀害 |
| 羅浩銘                           | 許林   | 許順之兄 普城保衛團成員 |
| 刘嘉艺 粵語配音：傅舜盈          | 杨襄   | 杨克难、周素素之女儿 |
| 謝寧 粵語配音：鄭恕峰            | 劉誠   | 普城城長 在曹少璘出狱后被其用鸡腿骨捅死 |

## 電影歌曲
| 曲別   | 歌名   | 演唱者 | 作詞   | 作曲   |
| 主題曲 | 危城   | 蘇見信 | 蘇見信 | 蘇見信 |
| 宣傳曲 | 鋼鐵心 | 蘇見信 | 蘇見信 | 蘇見信 |

## 票房
中國大陸首映日3371萬人民币，首周3天获得9150万列第五位，最终累计1.67亿元。
香港获得1028万港币。台灣累計票房達到3000萬新台幣。

## 分級
| 國家/地區 | 分級       |
| 台灣      | 輔導十二級 |
| 香港      | IIB級      |
| 澳門      | C組        |

## 奬項及提名
| 年度   | 颁奖典礼                   | 奖项         | 姓名   | 结果 |
| ------ | -------------------------- | ------------ | ------ | ---- |
| 2016年 | 第3屆中澳國際電影節        | 最佳女配角   | 江疏影 | 獲獎 |
| 2017年 | 第23屆香港電影評論學會大獎 | 最佳男演員   | 廖啟智 | 提名 |
| 2017年 | 第36屆香港電影金像獎       | 最佳動作設計 | 洪金寶 | 提名 |

## 流行文化
古天乐饰演的曹少璘一角色和江疏影飾演的白玲打赌，要是面馆老板 (白玲表兄) 放了葱花，就把他们都杀了，而老板没有放葱花，曹少璘还是以“我不吃牛肉”的名义枪杀了他们俩。
该角色的残暴肆虐成为了地狱笑话类的網路迷因。同样成为网络迷因的另有一处吃饭杀人的情节“你真吃啊！”。

## 外部连結
- 危城的Facebook專頁
- 危城（台灣）的Facebook專頁
- 《危城 （页面存档备份，存于）》在香港雅虎的電影頁面（繁體中文）
- Yahoo奇摩電影上《危城》的資料（繁體中文）
- 香港影庫上《危城》的資料（繁體中文）
- 開眼電影網上《危城》的資料（繁體中文）
- 时光网上《危城》的資料（简体中文）
- 豆瓣电影上《危城》的資料 （简体中文）
- 互联网电影数据库（IMDb）上《危城》的资料（英文）

| 新加坡 新传媒8频道 新春特备 晚上 11点 首播 |
| ------------------------------------------ |
| 危城 2019.02.07                            |